# 大津あきら
大津 あきら（おおつ あきら、1950年2月4日 - 1997年4月10日）は、日本の作詞家。本名は大津彰(読み方は同じ)。大津が1997年に死別するまでの妻は女優の根岸季衣。息子はドラマーの大津一真。

## 来歴
山口県長門市仙崎出身。山口県立水産高等学校を卒業後、慶應義塾大学法学部に入学。1年先輩のつかこうへいと出会い、つかこうへい劇団で数々の舞台劇中歌の作詞や作曲を手がけた。
大学卒業後もつかこうへい劇団の劇伴を中心とした音楽活動を継続し、劇団に所属する根岸季衣と結婚。根岸との間に息子が2人いる。1982年に中村雅俊に提供した「心の色」が第15回日本作詩大賞大衆賞を受賞し、これをきっかけにして作詞家の活動を始める。以後も、髙橋真梨子、矢沢永吉、中森明菜をはじめとする数多くの音楽家に歌詞を提供した。特撮番組やアニメ番組の主題歌で作詞も多く手がけた。早梨絵、走水ゆうのペンネームも持つ。
1997年4月10日に直腸ガンのため47歳で死去した。現在は実家のあった長門市に眠る。死去の3ヶ月前から放送された『マッハGoGoGo』（第2作）主題歌の作詞が最後の仕事だった。
2019年4月10日、25回忌に合わせて、生まれ故郷である長門市のJR仙崎駅の駅舎内にギャラリーがオープンした。

## 主な作品

### シングル
- タキシードでグルーヴィン

### アルバム
- 傷つくことだけ上手になって
- デリカシー
- jam-ジャム第10回コンサートjam ・峠ライブ（1975年、ベルウッド・レコード、OFM-2）-　「とても長い橋を僕は」のみ収録

### 舞台音楽
- つかこうへい劇団
  - ストリッパー物語
  - 熱海殺人事件
  - いつも心に太陽を
  - 広島に原爆を落とす日

### 作詞

#### 作詞（歌謡曲）

##### あ行
- 石井聖子 - この…駅で
- 伊藤愛子 - 愛のサンバは永遠に（日本語詞）
- 稲垣潤一 - 心からオネスティー
- 井上あずみ - 悲しみが許せない
- 岩崎宏美 - 愛という名の勇気
- 江口洋介 - ガラスのバレィ
- 小川範子 - 思い出の向こうに
- 尾崎紀世彦 - SWEET DREAM〜くちづけはイヴの香り〜 / CROSS TO YOU / 星女よ / ふるさとの五月（みんなのうた）
- 男闘呼組 - 秋 / TIME ZONE / DAYBREAK / ROCKIN' MY SOUL / DON'T SLEEP / ROLLIN' IN THE DARK / ロックよ、静かに流れよ～Crossin' Heart～ / STAND OUT / RUN RUNAWAY / 明日への暴走 / 不良 / 翼なき疾走 / RESISTANCE / OVER THE RAIN他多
- オユンナ - 輝きの地図 / 素敵ね / 今日からのすべて （1996年、アルバム『共に生きて』より）

##### か行
- 風間杜夫 - 恋びとたち
- 柏原芳恵 - あした…恋 / 夢見てセクシー / 涙のシャンソン
- 河内淳一 - 恋に落ちた日〜Anyday you Love Me〜 / ガラス越しのTears
- 工藤夕貴 - 野生時代 / ヒロイン / 銀河のエトランゼ / カレン
- クリエーション - ロンリー・ハート (Lonely Hearts)
- クリスタルキング - セシル
- 研ナオコ - 名画座
- 近藤真彦 - 夕焼けの歌

##### さ行
- 西城秀樹 - 一万光年の愛 / 追憶の瞳 〜LOLA〜 / センチメンタル・モーテル / STEPPIN' AWAY -夏の逃避行- /  BIG SUNSHINE / 渚のセクシーラバーズ [3]/ GOOD-BYE BLUE TRAIN[4] / STAR LIGHTS / ワインカラーの衝撃 / オリーブのウェンズディ / BEAUTIFUL RHAPSODY[5] / 夢の囁き[6]
- 佐伯博志 - 愛を染めて、リサ
- 堺正章 - 遥かなるレディー・リー / 二十三夜 / サルビア心中 / 涙のロンリー・ワン
- 佐藤隆 - マイ・クラシック / カルメン
- 沢田研二 - どん底 / お月さん万才!
- 柴田恭兵 - BREAK OUT / HARD OR SWEET RAIN
- 杉山清貴 - さよならのオーシャン
- 鈴木康博 - 憧れという名の汽車 / あなたに明日を / 蜉蝣 / サンクチュアリー / ソフィーの青空

##### た行
- 髙橋真梨子 - 嵐が丘 / 永遠の魚 / 悲しまないで / 誤解 / さよならから… / THANKS / SEE YOU AGAIN…風にくちづけて / ジュン / TEAR / TRUE / トワイライト・クール / HEART / BAD BOY / ヒ・ラ・ヒ・ラ淫ら / for you… / Brown Joe / 祭りばやしが終わるまで / ララバイ・シーガル / ランナー
- 高山厳 - 握りこぶしのブルース
- 武田鉄矢 - くそったれの涙 / 風の一歩 / いつか星の下へ
- 竹本孝之 -  俺たちのストリート / 星屑のラブソング
- 田中健 - 愛のめざめ / ふたりの絵
- 坪倉唯子 - ジュテーム
- ちあきなおみ - Again
- 時任三郎 - CARRY ON
- 德永英明 - BIRDS / 輝きながら… / 風のエオリア　他多数

##### な行
- 中村雅俊 - あなたにあげたい愛がある / 傾く想い / 消え残る青春の香り / 君の国 / 心の色 / 誰よりも… / ナチュラル〜愛の素顔 / 願い / 燃える囁き / 夢一途に　他多数
- 中村裕介 - ラクーシュ / 夢の迷い道
- 中森明菜 - MILONGUITA / NIGHTMARE 悪夢 / AL-MAUJ (アルマージ) / 薔薇一夜 / 乱火
- 西田敏行 - 虹
- Non - Dear Friends

##### は行
- ビートたけし - OK!マリアンヌ / 抱いた腰がチャッチャッチャッ
- 古尾谷雅人 - 見上げるだけの人間のようで
- ブレッド&バター - トゥナイト愛して
- 堀ちえみ - 白いハンカチーフ

##### ま行
- 松田優作 - ブラザーズ・ソング/マリーズ・ララバイ
- 松原みき - サファリ アイズ SAFARI EYES
- 水越恵子 - ワインナイト
- 水沢瑶子 - ワインカラーのせつなさ
- 水谷豊 - 気分屋ルーシー / YOKOHAMAシャレード / 硝子のリバーサイド
- 三好鉄生 - サンライズ・サンセット
- MOON - 闇を渡れ〜ACROSS THE DARKNESS〜

##### や行・わ行
- 矢尾一樹 - アルバム『YAO』（全10曲すべて）
- 矢沢永吉 - 心花よ / Under The Moon / Risky Love / the NAME IS... / "カサノバ"と囁いて / ゆきずり / 奴に… / 切り札を探せ / LONELY WARRIOR / 優しさの跡 / BITCH(message from E) / 共犯者 / ニューグランドホテル / ラスト・シーン　他多数
- 安永亜衣 - if / モノクロームのヒロイン / 風の楽園 / 千億のやさしさ /  ガラスのラヴァーズ・コンチェルト / 神話のPALM TREE
- 山本譲二 - 外は雨が…
- りりィ - 風のバレリーナ
- レインボー・シスターズ - 悲しきウエザーガール
- 渡辺徹 - 愛の中へ / 約束

#### 作詞（特撮・アニメソング）
- 新・ど根性ガエル（1981年）
  - 夢行きチケット（エンディングテーマ 歌:とんねるず）
- 戦え!超ロボット生命体トランスフォーマー（1985年）
  - TRANSFORMER〜トランスフォーマー〜（オープニングテーマ 歌：下成佐登子）
  - Peace Again〜ピース・アゲイン〜（エンディングテーマ 歌：下成佐登子）
- 破邪大星ダンガイオー（1987年）
  - CROSS FIGHT!（オープニングテーマ 歌：水木一郎、堀江美都子
  - 心のオネスティー（エンディングテーマ 歌：堀江美都子）
- 超獣戦隊ライブマン（1988年）
  - 超獣戦隊ライブマン（オープニングテーマ 歌：嶋大輔）
  - 美しきドリーマー（挿入歌 歌：嶋大輔）
  - あしたに生きるぜ!（エンディングテーマ 歌：嶋大輔）
- 特救指令ソルブレイン（1991年）
  - 特救指令ソルブレイン（オープニングテーマ 歌：宮内タカユキ）
  - ハートはダイヤモンド（挿入歌 歌：沢崎靖英）
  - 明日への絆（挿入歌 歌：宮内タカユキ）
  - 心に冒険を（挿入歌 歌：宮内タカユキ）
  - 愛に抱かれて（エンディングテーマ 歌：宮内タカユキ）
- 太陽の勇者ファイバード（1991年）
  - 太陽の翼（オープニングテーマ 歌：鴨下泰子）
- 電光超人グリッドマン（1993年）
  - 夢のヒーロー（オープニングテーマ 歌：坂井紀雄）
  - もっと君を知れば（エンディングテーマ 歌：坂井紀雄）
- 仮面ライダーZO（1993年）
  - 愛が止まらない（主題歌 歌：INFIX）
  - 微笑みの行方（挿入歌 歌：INFIX）
- 仮面ライダーJ（1994年）
  - 心つなぐ愛（主題歌 歌：BYUE）
  - JUST ONE LOVE（挿入歌 歌：BYUE）
- 超光戦士シャンゼリオン（1996年）
  - OVER THE TIMES〜時（いま）を超えて（オープニングテーマ 歌：MISA）
  - BRAND-NEW〜心の音符たち（挿入歌 歌：林美恵）
  - BORN TO BE WILD〜愛を込めて明日へ（挿入歌 歌：KAT）
  - 微笑みの出発（たびだち）（エンディングテーマ 歌：本位田牧）
  - シャンゼリオン〜光りの未来（エンディングテーマ 歌：KAT）
- マッハGoGoGo（1997年）
  - 純白の勇気（オープニングテーマ 歌：速水けんたろう）

#### 作詞（その他）
- 読売ジャイアンツ
  - ビバ!ジャイアンツ（1981年）
- 福岡工業大学附属城東高等学校
  - 福岡工業大学附属城東高等学校　校歌

## 関連書籍
- マンガふるさとの偉人「青春の作詞家 大津あきら」 発行 山口県長門市 長門市教育委員会 2024年3月 https://www.bgf.or.jp/bgmanga/325/